# 광화문
광화문(光化門)은 서울특별시 종로구의 조선왕조 법궁인 경복궁의 남쪽에 있는 정문이다. "임금의 큰 덕(德)이 온 나라를 비춘다"는 의미이다. 1395년에 세워졌으며, 2층 누각 구조로 되어 있다. 경복궁의 정전인 근정전으로 가기 위해 지나야 하는 문 3개 중에서 첫째로 마주하는 문이며, 둘째는 흥례문, 셋째는 근정문이다.
광화문 앞에는 2023년에 복원한 월대가 자리잡고 있으며, 양쪽에는 한 쌍의 해태 조각상이 자리잡고 있다. 광화문의 석축부에는 세 개의 홍예문(虹霓門, 아치문)이 있다. 가운데 문은 임금이 다니던 문이고, 나머지 좌우의 문은 신하들이 다니던 문이었는데, 왼쪽 문은 무신이, 오른쪽 문은 문신이 출입했다. 광화문의 가운데 문 천장에는 주작이 그려져 있고, 왼쪽 문에는 거북이가, 오른쪽 문에는 천마가 그려져 있다.
1392년 태조 시기에 경복궁과 함께 지어진 광화문은 조선의 주요 관청이 밀집한 육조거리의 기준점으로 자리잡았다. 1592년 선조 대에 이르러 임진왜란으로 경복궁 전체의 소실과 함께 파괴되어 한동안 폐허로 남아 있었다가, 1865년 흥선대원군의 경복궁 중건으로 복원되었다.
일제강점기에는 1926년 완공된 조선총독부 청사 조성 과정에서 총독부에 의해 철거가 계획되었으나, 각계의 반발에 부딪혀 경복궁 동쪽 건춘문 쪽으로 이전하였다. 해방 후 한국 전쟁으로 목조 부분이 소실되어 석축만 남아 있었다가, 1968년 중앙청 앞에 철근 콘크리트로 재건하였다. 이후 2006년부터 목조 복원을 통한 고종 대 모습으로의 회귀를 위해 기존 건물을 해체하였으며, 월대와 해태 등을 제외한 일부 복원공사가 완료되어 2010년 8월 15일에 공개되었다. 2023년 10월 16일에는 문앞 월대와 해태상, 그리고 현판의 복원이 완료되었다.
광화문은 오늘날 서울를 넘어 대한민국을 상징하는 대표 건축물로 남아 있다. 광화문 앞의 육조거리는 일제강점기와 해방 후 경제성장을 거치며 세종로라는 최대 규모의 도로가 건설되어 중대한 교통로로 기능하였으며, 이후 광화문광장이 조성되어 서울 도심 속 대표 집회·휴식 공간으로 자리잡았다.

## 역사

### 조선 초기
광화문은 1395년(태조 4년) 경복궁과 함께 지어졌다. 창건 후 정도전은 남쪽에 있어 '오문'(午門)이라 불리던 문의 이름을 '정문'(正門)이라 하였다. 이는 중국에서 천자의 문을 '단문'(端門)이라 할 때 단(端)이 바르다(正)는 의미를 지녔다는 점에서 착안한 것이다. 조선왕조실록에서는 남문(南門)이라는 이름으로 가장 많이 등장하여 남문이라는 이름도 사용된 것으로 본다. 이후 태종이 정문을 포함한 경복궁의 축을 중심으로 육조거리를 조성함으로써 조선의 주요 관청이 광화문을 중심으로 배열되었다.
광화문이라는 이름은 1425년(세종 8년)에 처음 지어졌다. 태종이 창덕궁을 짓고 거기에 이어해 집무를 본 까닭에 경복궁은 퇴락했고, 세종은 태종이 세상을 뜨자 경복궁으로 정궁을 옮겼는데 옮기며 여러 전각의 이름을 다시 지은 것이다. 이름은 집현전 학사들이 지어 올린 것으로, 이 때 금천교와 여러 문의 이름도 함께 지었다.
당시 광화문은 중층 문루로 지어졌으며, 누각 안에는 종과 북을 달고 새벽과 저녁에 울려 시간을 알렸다. 1474년(성종 5년)에는 근정문, 홍례문(흥례문), 광화문에 청기와를 덮으려 하였으나 검소한 덕이 아니라는 정괄의 반대로 무산되었다.

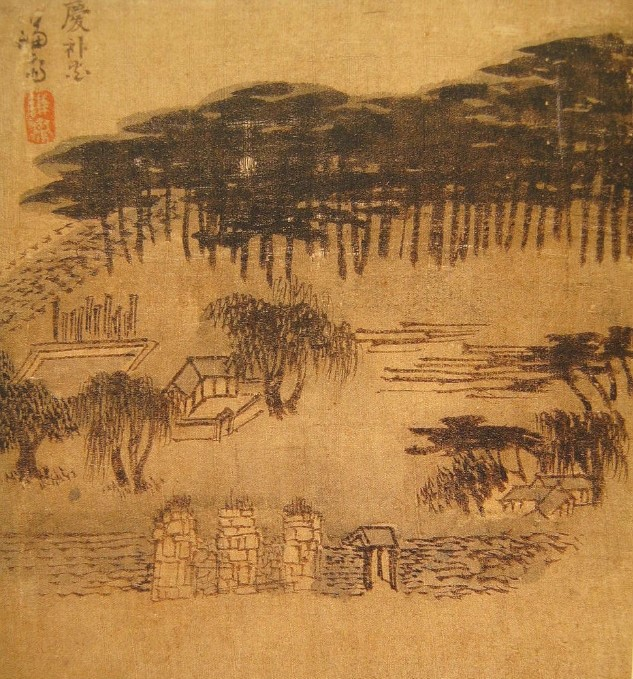
겸재 정선이 18세기에 그린 경복궁도. 아래 광화문의 석축 4개가 남아있다.

태조때 지은 광화문은 1592년(선조 25년) 일어난 임진왜란으로 경복궁 전체가 소실될 때 함께 파괴되었다. 이후 광해군이 정궁을 경복궁에서 창덕궁으로 옮김에 따라 경복궁은 복원되지 않고 폐허로 남아있게 된다. 다만 1747년(영조 23년)에 흥천사명 동종을 옮겨 광화문에 걸고, 정조 통치기에는 종을 쳐 백성의 억울함을 알릴 수 있도록 하였다.

### 경복궁 중건

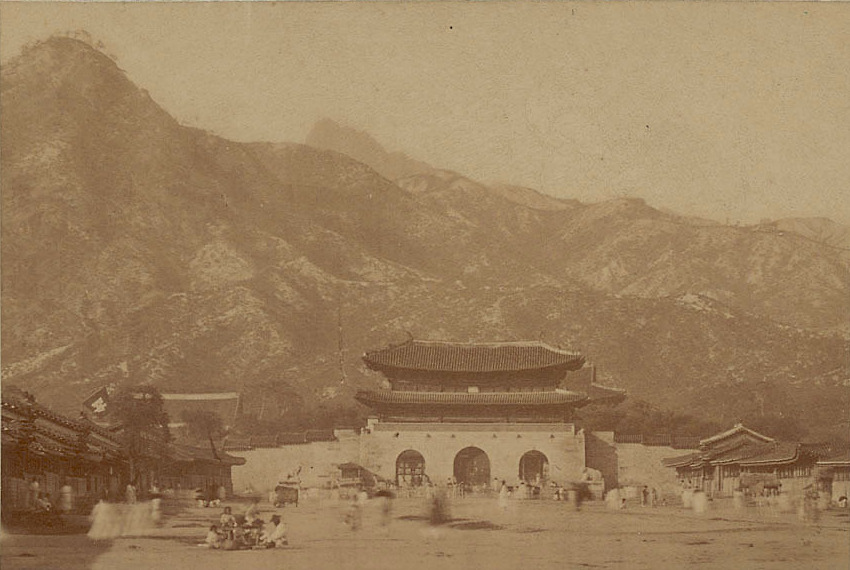
오가와 카즈마사가 촬영한 1880년대의 광화문.

1865년(고종 2년) 흥선대원군의 주도로 경복궁이 중건된다. 공사는 3년 후인 1868년 완료되었다. 광화문의 경우 다른 전각들보다 우선 지어져, 1865년 10월에 상량이 이루어졌다. 상량문 제술관은 이유원이 맡았다. 상량에 앞서 9월 17일에는 광화문의 현판 서사관을 정했는데, 임태영이 맡았다.
광화문의 삼문 중 중앙의 것을 정문(正門), 서측의 것을 서협(西挾), 동측의 것을 동협(東挾)이라 하는데, 서협의 초루(譙樓)에는 흥천사 동종을 옮겨와 1865년 11월 9일에 걸어 경점(更點)을 알렸다. 또한 이 시기에 각 문에 문배(門排)를 걸어두었다.

### 일제강점기와 해방 이후
1910년 한일 병합 이후 조선총독부가 경복궁 일대에 조선총독부 청사를 조성하는 과정에서, 그 위치상 청사 앞을 가린다는 이유를 들어 광화문을 철거하겠다는 계획을 발표했다. 그러나 조선은 물론 일본의 지식인들까지 철거 결정에 반발하였다. 특히 야나기 무네요시는 1922년 9월 일본 잡지 《개조》(改造)에 '사라져가려고 하는 어느 조선 건축에 대하여'라는 제목으로 광화문의 운명을 기리는 글을 게재하였고, 일본에서 발표된 이후 《동아일보》에 한국어 번역본이 5회에 걸쳐 실리면서 조선총독부의 정책에 대한 반대 여론이 들끓게 되었다. 이에 조선총독부는 광화문 철거 계획을 철회하고 총독부 청사가 완공된 이듬해인 1927년 광화문을 건춘문 (경복궁의 동문, 현재 국립 민속 박물관의 남동쪽) 쪽으로 이전 설치하였다.

#### 파괴 및 석조 복원

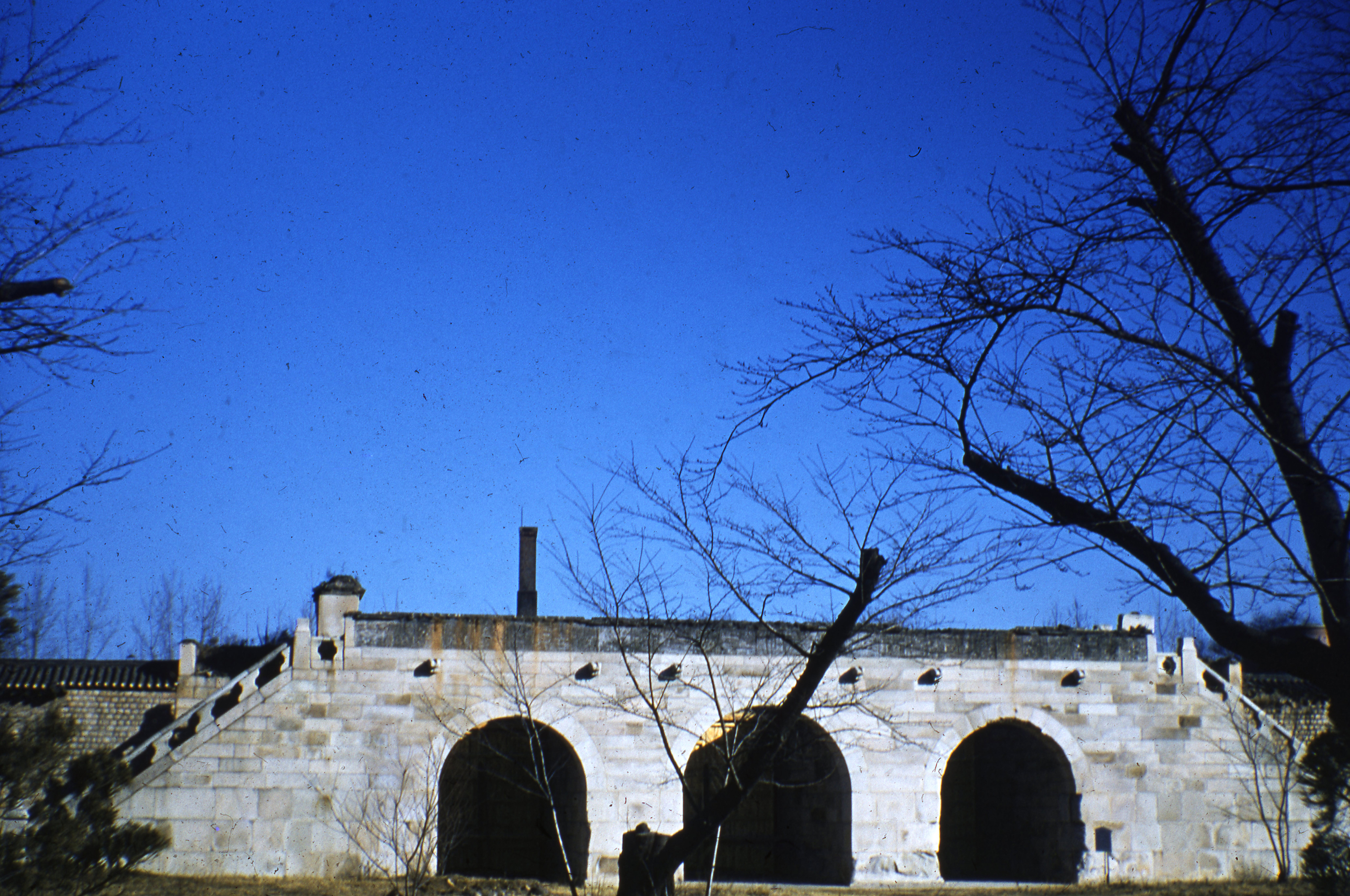
동측에 놓여 있던 시절 한국 전쟁기의 폭격으로 석축만 남은 광화문 (1952년)

광화문은 1945년 해방 이후에도 경복궁 동측 담장에 그대로 남아 있었다. 1950년 한국 전쟁이 발발하면서 폭격을 맞아 광화문의 상부에 위치한 목조 부분이 불에 타 없어지고 석축만 남게 되었다.

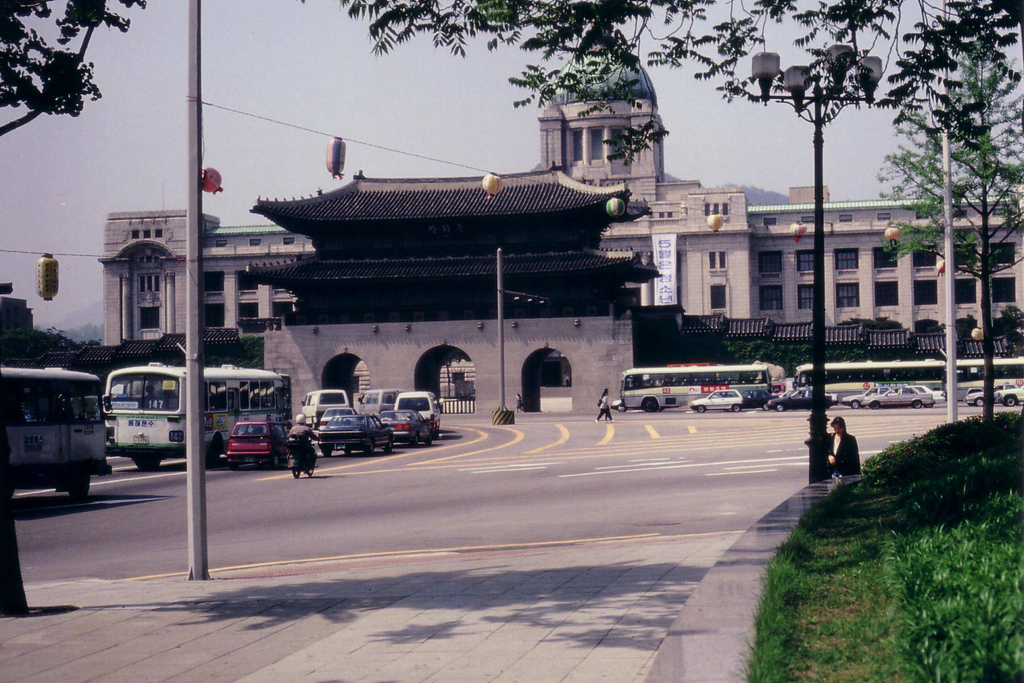
조선총독부 건물 앞에 놓인 석조 광화문의 모습(1990년대)

이후 1966년부터 광화문의 복원 논의가 시작되었는데, 당시에는 제2한강교 앞에 짓자는 김원용 서울대학교 교수의 의견과 반대로 원래 있던 위치에 다시 이전해야 한다는 의견 등 여러 의견이 있었다. 또한 석축위의 파괴된 목조건축물을 재건축 할때, 콘크리트와 목재 중 무엇으로 지을지에 대한 논의도 이루어졌고, 결국 영구성과 목재난이라는 이유로 콘크리트로 제작하기로 의견이 모아졌다. 1968년에 광화문의 자리를 본래의 자리로 이전한다는 뜻으로 석축은 총독부 청사건물 앞으로 이전하였으나, 석축위의 건축물은 철근 콘크리트로 재건축 하여 1968년 12월 11일에 중건하였다.
그러나 이렇게 재건된 광화문의 모습은 원래의 모습과 달랐다. 원래 광화문이 놓여있던 위치가 아닌 중앙청 기준으로 지었기 때문에 살짝 비틀어져 지어졌을 뿐 아니라, 재건축상부의 높이도 원래 높이보다 좀 더 높게 지어졌다. 이 때문에 건축 전부터 겉모양만 복원하는 것은 잘못되었다는 여론이 일었다. 심지어 당시 새로 제작한 현판 역시 한자 현판이 아닌 당대 한글 전용에 대한 관심을 반영하여 박정희 대통령이 직접 한글로 쓴 현판을 사용하였다. 게다가 중앙청을 철거하지 않은 상태에서 지었기 때문에 주변 경관과 잘 어울리지 않는다는 여론이 나왔다.

#### 목조 복원
1990년 시작된 경복궁 복원에 이어 1995년부터 1996년까지 조선총독부 청사건물이 철거되면서 문민정부에서는 2003년부터 광화문을 부분 철거하고 2009년까지 원래의 제자리로 완전히 이전하여, 석축 위의 목조 건물로 복원할 것을 발표하였다. 2006년부터는 문화재청 주도의 경복궁 복원사업의 일환으로 기존의 광화문을 고종 중건기 모습으로 복원하기 위해 철거 · 해체하였다. 광화문 복원 사업은 2010년 10월에 완료될 예정이었으나 G20 서울 정상회의의 개최로 인해 앞당겨져 8월 15일 광복절에 일반인에게 공개되었다.
2010년에는 철거된 광화문에 걸린 현판을 대체한 새로운 현판이 복원된 광화문에 걸려 공개됐다. 현판에 적힌 이름은 조선시대에 사용된 한자를 바탕으로 작성됐다. 그러나 8월 초까지 나무 판에 균열이 생겨 한자 "光"의 왼쪽과 중간의 "門" 아래에 긴 수직 균열이 보이자, 문화재청은 건조한 가을 날씨를 목재 수축의 원인으로 지목했지만, 전문가들은 미성숙 소나무 판자를 사용하여 완공 기한을 맞추었고 목재가 제대로 건조되지 않았다는 점에 대해서는 의견이 분분하였다. 결국 많은 논쟁 끝에 균열을 수리했고 결국 2011년에 문화재청 측은 현판을 다시 교체해야 한다고 결론지었으며, 새 현판은 강원도에서 자연 건조 과정을 거쳐 다시 만들어졌다. 문화재청이 7,41명을 대상으로 실시한 설문조사에서는 3.1%가 한글로 표기해야 한다고 답했으나, 11%는 한자를 선택했고, 이후 새로운 현판은 한자로 작성되었다.

#### 월대 복원
월대는 2018년에 복원이 시작되어 2023년에 완료되었다. 조선 전기의 모습은 충분히 고증할 수 없어서 고종 연간의 모습을 기준으로 복원하였다. 이 때 해태상의 위치도 월대 앞으로 이전하였고, 광화문의 현판도 검은 바탕에 금박 글자로 복원하였다. 복원 이전에는 광화문과 흥례문 사이에서 열리던 수문장 교대식을 비롯해 여러 전통 문화행사를 복원된 월대에서 개최할 예정이다.

## 구조
광화문은 석축 위에 중층의 목조 문루가 올라간 구조를 가지고 있다. 석축은 홍예형으로 문 세 개가 나있는데, 가운데 것이 가장 크고 서측과 동측의 것은 서로 같은 모양과 크기이다. 홍예 통로는 내외형 홍예로 문의 전면과 후면에만 홍예로 되어있으며 통로의 천장은 평평하다. 문루는 전면 3칸 측면 2칸 구조이나, 정면 5칸 규모인 숭례문 및 흥인지문과 규모면에서 비슷하여 다른 3칸 규모의 문들과 차이가 있다. 문루의 하층은 벽체를 개방하였으나, 상층은 판문을 달아두었다. 체감방식은 반칸물림이다. 공포는 다포식 공포로, 상하층 모두 외2내3출목이다. 외부제공은 양서와 수서를 함께하였고, 내부제공은 초각으로 하였으며 첨차는 교두형이다. 지붕은 우진각지붕에 처마는 겹처마로 하였다.

## 권역

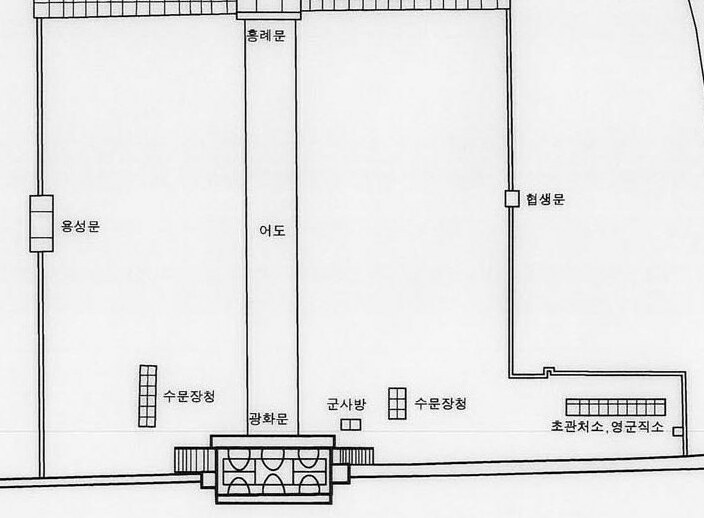
광화문 권역 (북궐도형 기반 도면)

종로에서 육조대로를 걸어 광화문으로 접근하면 처음에는 양옆에 해치 석상이 있고, 곧이어 월대가 있었으며 문의 좌우로는 수문장이 근무하는 초소가 있었다.
광화문으로 들어가면 북측으로는 흥례문, 서측으로는 용성문, 동측으로는 협생문으로 둘러쌓인 마당이 나온다. 경복궁 중건 후에는 광화문으로 들어간 직후 좌측과 우측에 수문장청이 있었는데, 우측에는 군사방도 있었다. 거기서 우측으로 더 들어가면 초관처소와 영군직소가 나왔다. 행랑은 두지 않았다.
일제강점기에는 광화문과 근정문 사이에 흥례문 등 많은 건물을 허물고 조선총독부 청사를 지어두었었다. 청사는 1995년에 철거했다.

### 해치 석상
해태라고도 하는 해치는 전설속의 신령한 동물로, 풍수지리상 화산(火山)인 관악산의 기운을 억누르며 화마와 재앙으로부터 경복궁을 보호하고자 중건 도중 화재를 겪은 흥선대원군이 이세욱(李世旭)이라는 석공을 시켜 1870년(고종 7년)에 월대 앞 양쪽에 석상을 세웠다. 해치 석상은 하마비의 역할도 했는데, 관원들이 경복궁에 입궐하기 전에 시비와 정의를 가리는 동물인 해태의 마주케 하는 의도도 담겼다. 또한 1923년 조선부업품공진회 개막에 맞춰 전차가 경복궁 앞까지 부설되는데 방해된다는 이유와 조선총독부 청사를 짓기 위해 정비한다는 이유로 철거되어 근정문 처마 밑에서 거적대기를 덮은 채 5년간 보관되다가 1928년에 다시 광화문 앞에 세워졌다.

### 월대

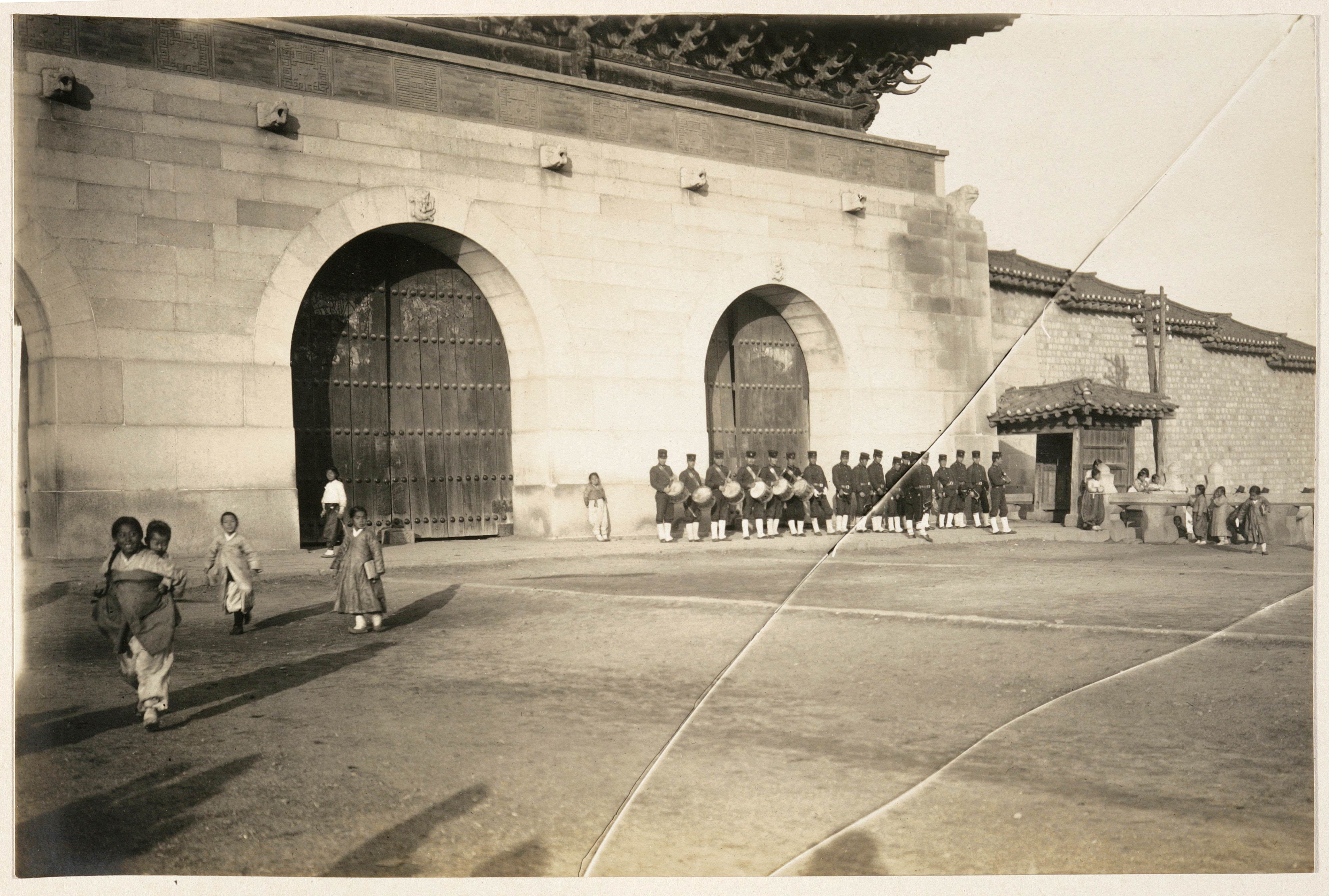
헤르만 산더가 1905년경 월대에서 촬영한 광화문 수문장 교대식. 어도와 동측 난간석이 보인다. 국립민속박물관 소장.

광화문 월대는 길게 다듬은 장대석을 이용한 기단석과 계단석, 그리고 난간석을 두르고 내부를 흙으로 채워 만든 건축구조물이다. 2023년 발굴조사 결과 전체 규모는 남북길이 48.7m, 동서너비 29.7m로 확인되었으며 광화문 중앙문과 이어지는 어도지 기초시설은 너비 약 7m로 조성되었음이 드러났다.
광화문 월대는 동·서 외곽에 잘 다듬어진 장대석(길이 120~270cm, 너비 30~50cm, 두께 20~40cm)을 이용하여 2단의 기단을 쌓고, 그 내부는 서로 다른 성질의 흙을 교차로 쌓아 주변보다 높게 대를 만들었다. 월대의 남쪽에는 장대석을 이용하여 계단을 조성하였는데, 그 중 어도와 연결되는 중앙부는 소맷돌을 이용하여 동·서 계단과 분리하였다. 특히, 어도계단지의 경우 일제강점기 서울전차선로에 의해 일부 훼손되었으나 소맷돌을 받쳤던 지대석이 확인되었다.
월대는 고종년간 축조 이후 크게 4단계의 변화과정이 있었다. 1단계에서는 월대 축조 당시로 남쪽에 경계가 나누어진 3개의 계단이 존재했으며, 당시 월대의 평면형태는 역철자형이었다. 2단계에서는 중앙의 어도계단지가 경사로로 변화되고, 3단계에서는 경사로의 범위가 확장되고 계단이 동·서 외곽으로 축소 변형되었으며, 이 시기에 처음으로 단선(외줄) 형태의 전차선로가 설치됐다. 4단계에서는 전차선로의 복선(겹줄)화로 월대가 파괴되면서 난간석 등이 철거되고 광화문의 이건과 함께 도로로 사용되었다.
기단석 하부는 여러 매의 지대석을 놓고 적색점토로 보강한 기초시설, 철편과 점토, 석회를 이용한 장대석 사이의 수평맞춤, 장대석의 밀림 방지를 위해 점토와 깬 돌을 섞어 보강한 뒷채움방식 건축기법으로 조성되었다.

### 용성문
용성문(用成門)은 광화문으로 들어가면 좌측에 위치한 문이다. 〈궁궐지〉에서는 2(3)칸, 기둥길이 16척 5촌, 양통 15척, 도리통 어간 18척으로 기록되어있고 북궐도형에서는 정면 3칸 측면 2칸으로 기록되어있다. 왕이 경복궁 후원이나 궁 밖으로 나갈 때 종종 사용되었으며, 신정왕후의 상여가 지나가는 문으로 사용되었고 그 신련을 종묘에 봉안하기 위해 옮길 때 왕과 왕세자가 지영한 곳도 용성문 밖이었다.

### 협생문
협생문(協生門)은 경복궁과 흥례문 사이 내부담장의 동측에 있는 문이다. 세자가 광화문과 동궁 사이를 이동할 때 사용하던 문으로, 정면 1칸, 측면 2칸으로 확인되었다.

### 수문장청
수문장청은 서측과 동측에 있었다. 서측의 것은 정면 6칸, 측면 1.5칸의 동향 건물이다. 남쪽에서부터 청(廳) 3칸, 방 2칸, 주(廚) 1칸으로 구성되어있으며 동측에 마루가 0.5칸 있었다.

### 군사방
군사방(軍士房)은 광화문과 수문장청 사이에 있던 2칸짜리 건물이다. 위병소의 기능을 했다. 서측과 동측에 2개가 설치되어 있었는데, 후에 1개만 남아있다가 일제강점기에 모두 훼철되었다.

### 영군직소
영군직소(營軍直所)는 경복궁의 군사가 머무르던 시설 중 하나이다.

## 사진

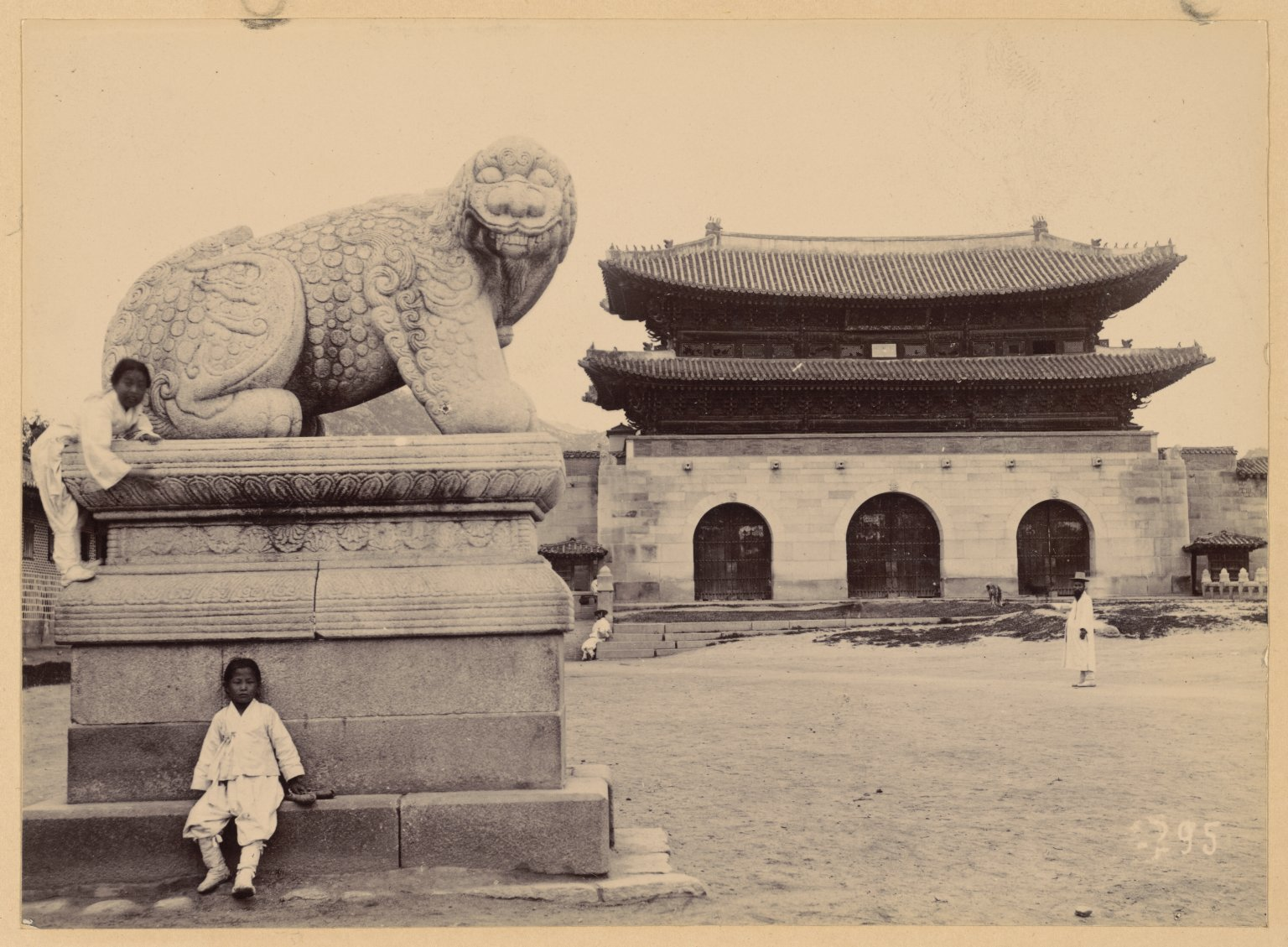
1900년대 광화문
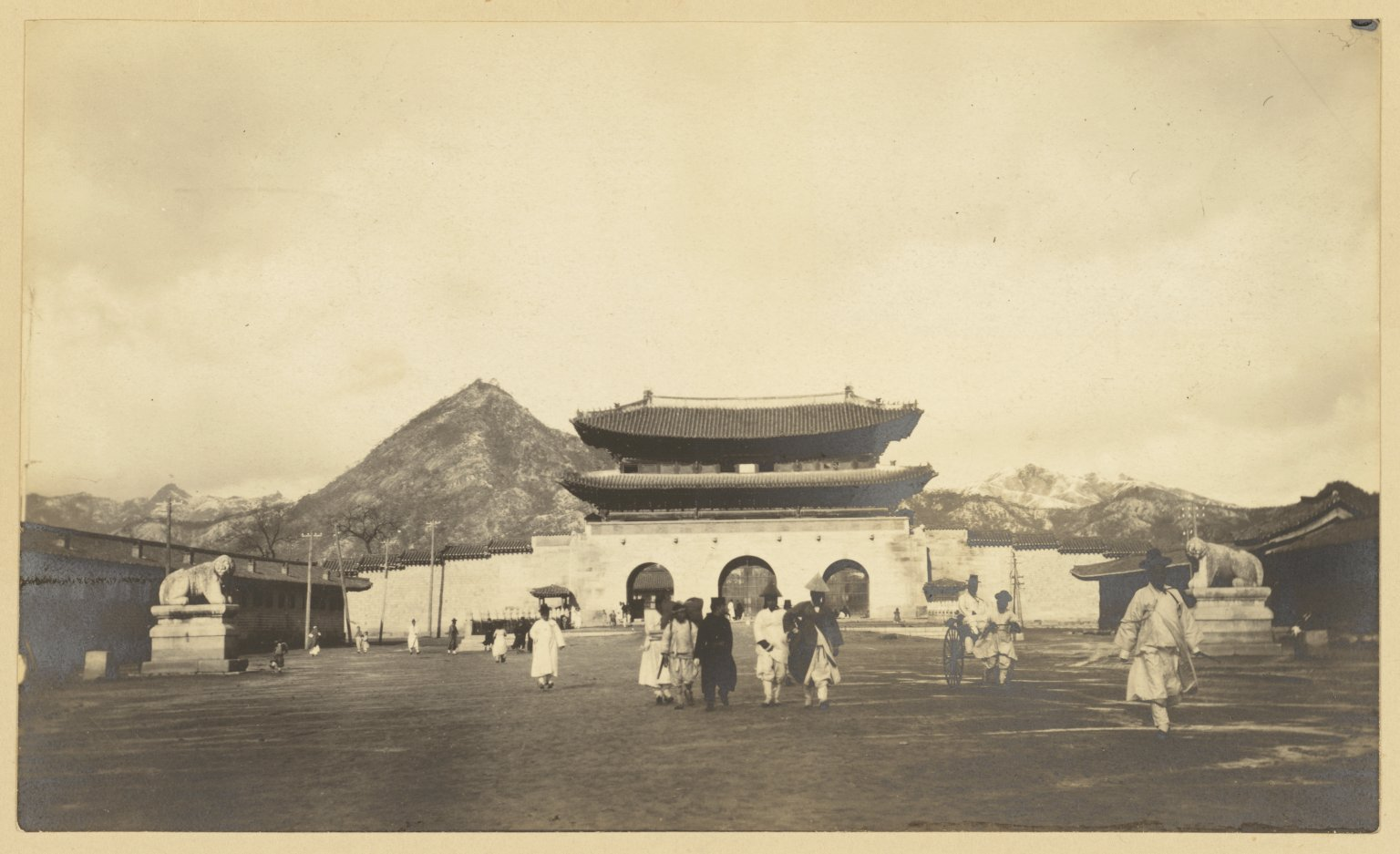
1900년대 광화문
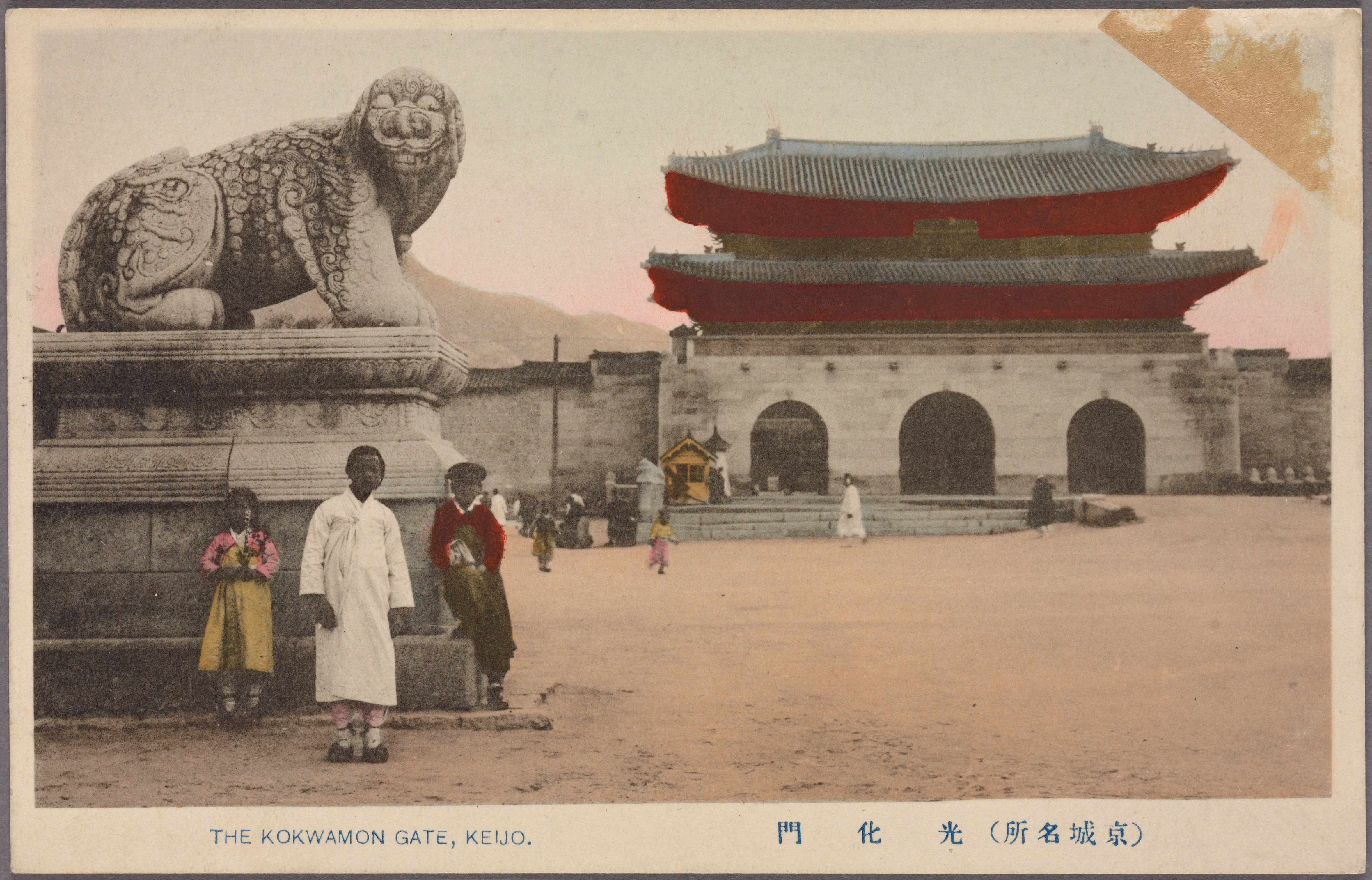
1900년대 광화문
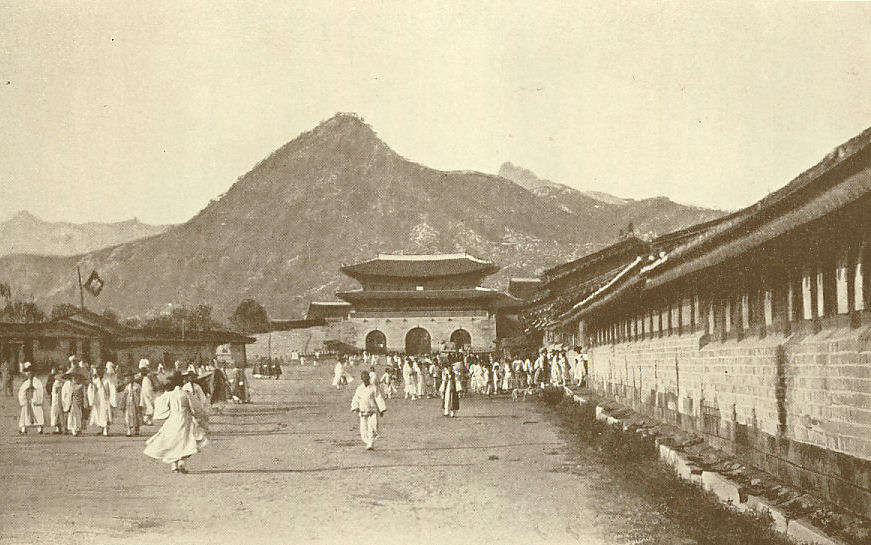
1900년대 광화문
2011년 11월 광화문
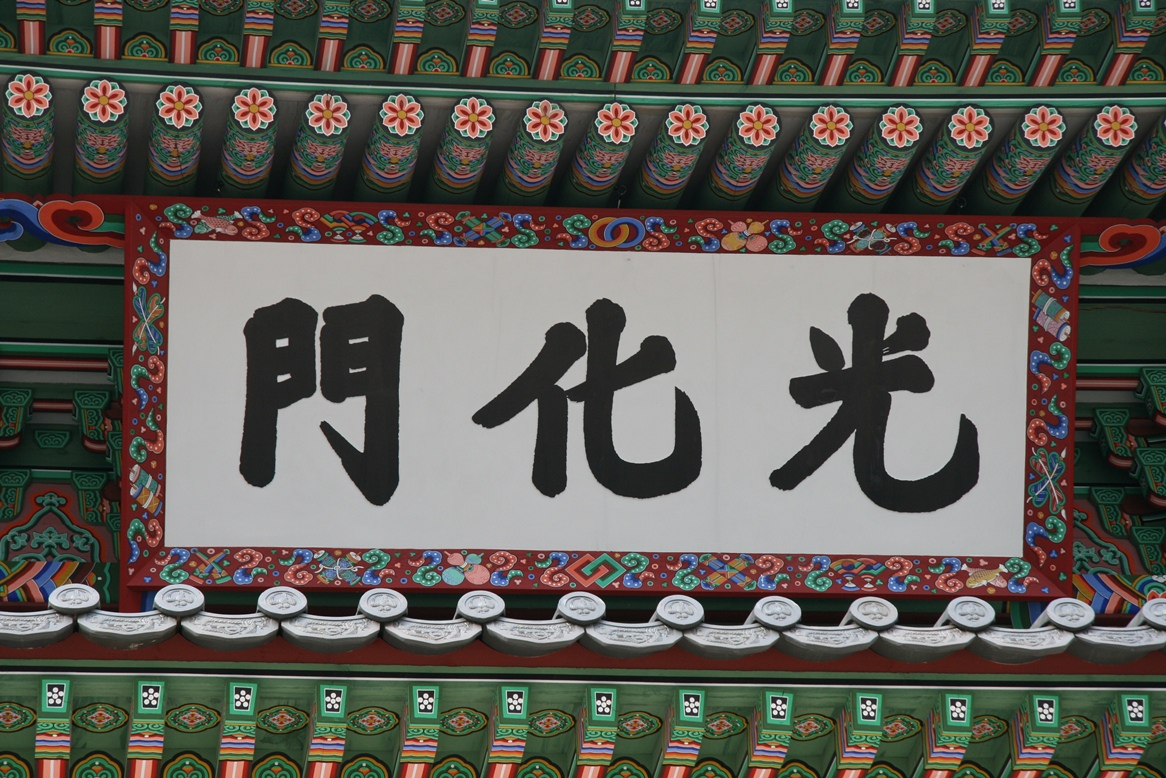
광화문 현판의 모습 (2012년)
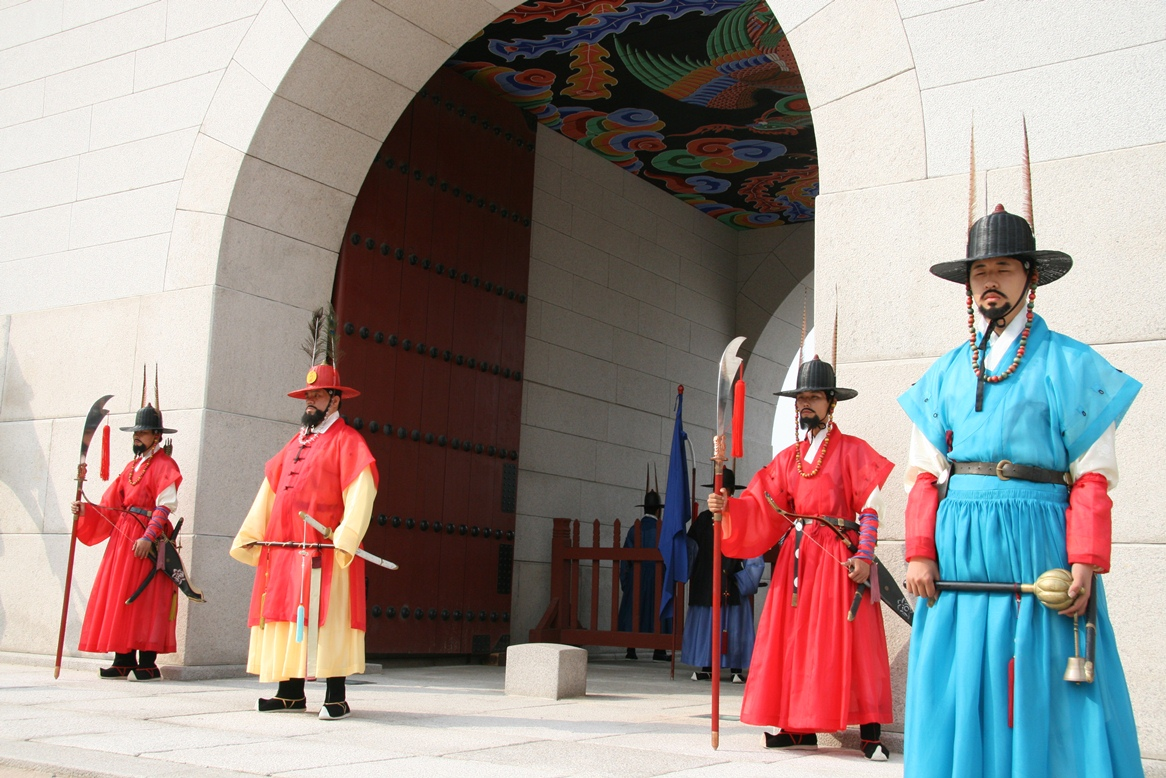
광화문 수문장의 모습 (2012년)
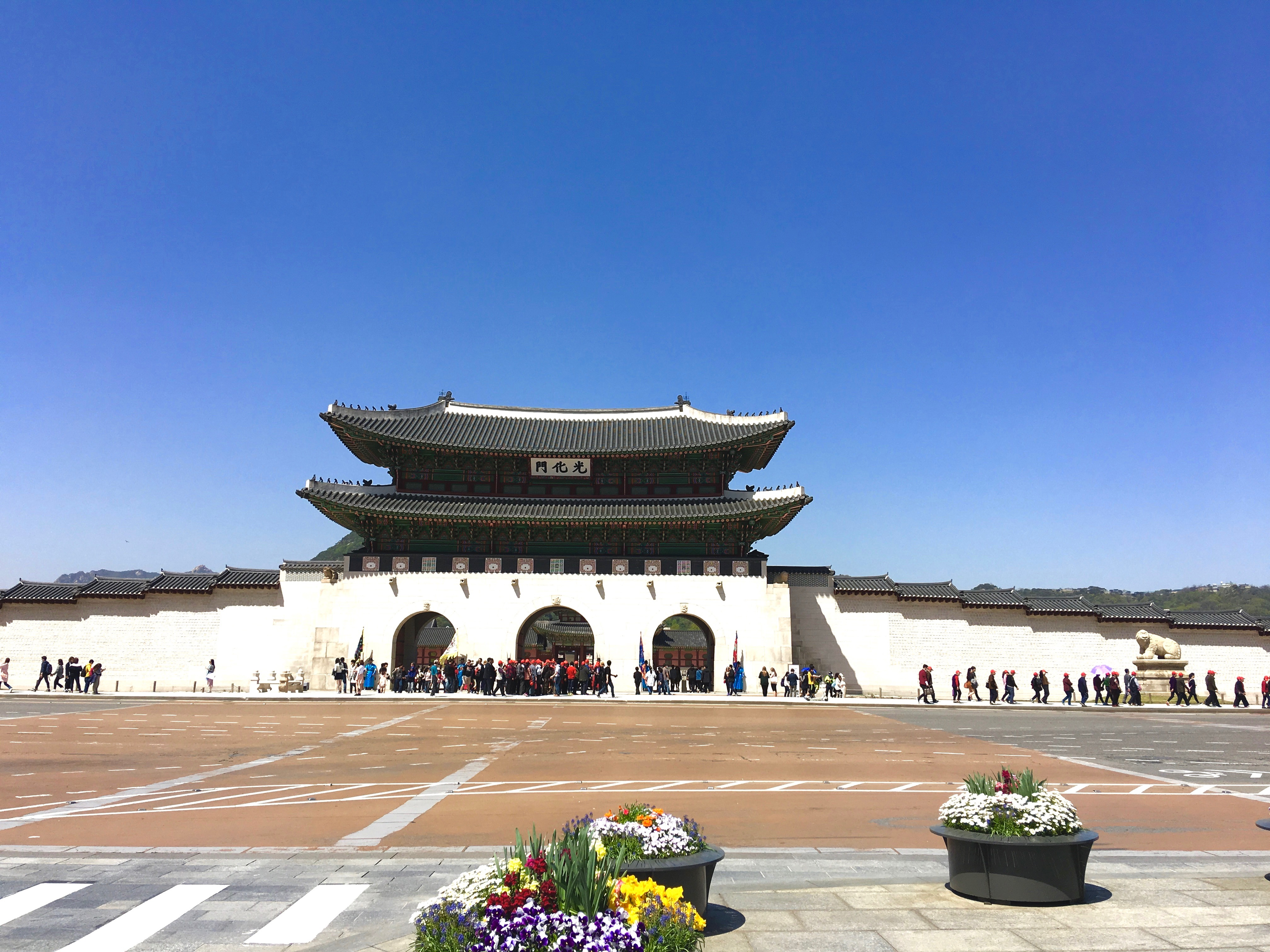
광화문 전경 (2016년)
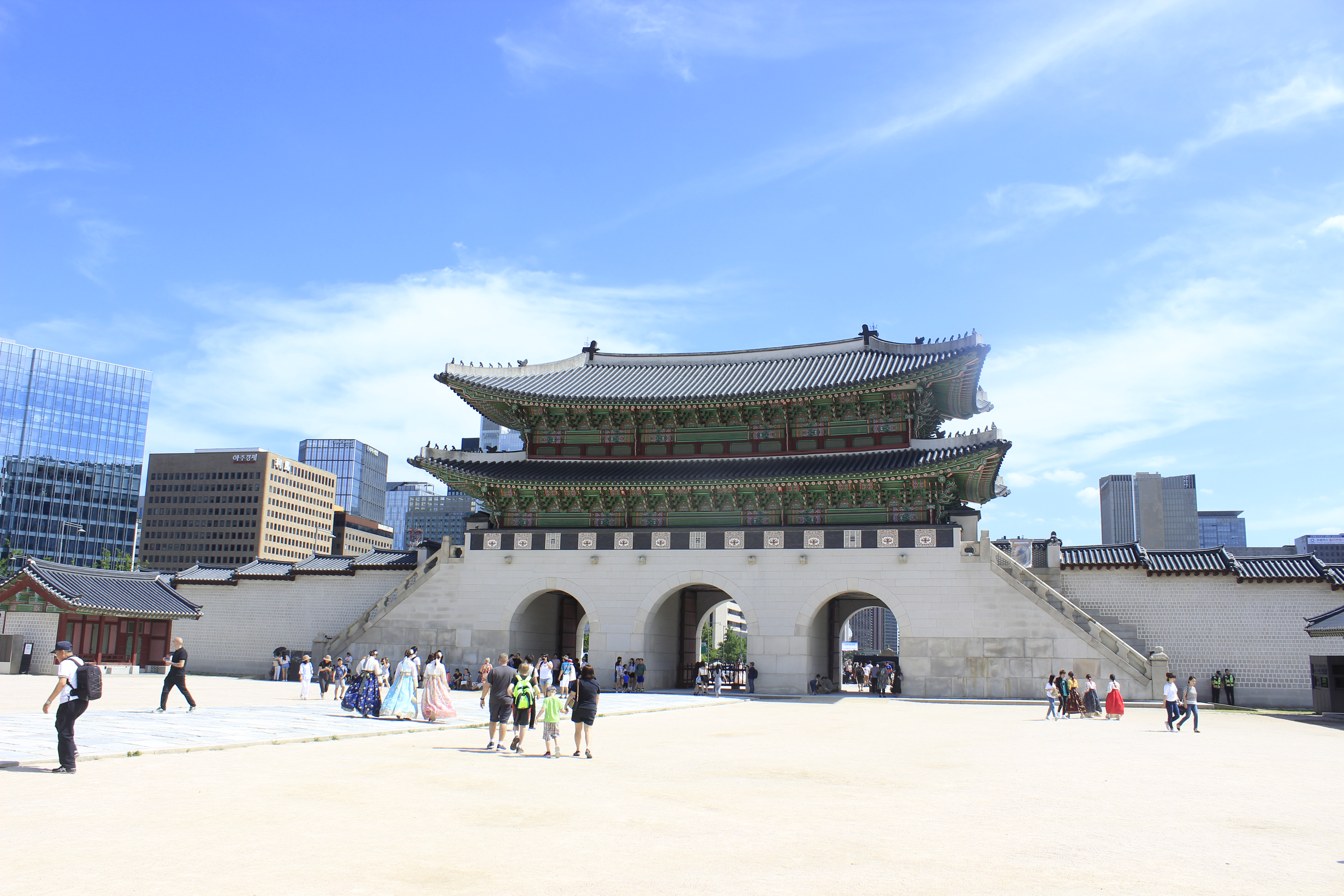
광화문 내측 (2018년)

## 영상
- 광화문 영상보기

## 교통
- ● 수도권 전철 3호선 경복궁역
- ● 수도권 전철 5호선 광화문역

## 같이 보기
- 광화문광장
- 광화문역
- 경복궁
- 근정전
- 정도전
- 세종대로
- 세종대왕
- 흥선대원군
- 돈화문
- 홍화문
- 흥화문
- 대한문
- 숭례문
- 흥인지문